# Polestar 2
A Polestar 2 egy akkumulátoros elektromos, 5 ajtós liftback autótípus, amelyet a svéd autógyártó, a Volvo gyárt a Polestar almárka alatt. A CMA platformon alapul. A gyártása 2020 márciusában kezdődött.

## Áttekintés

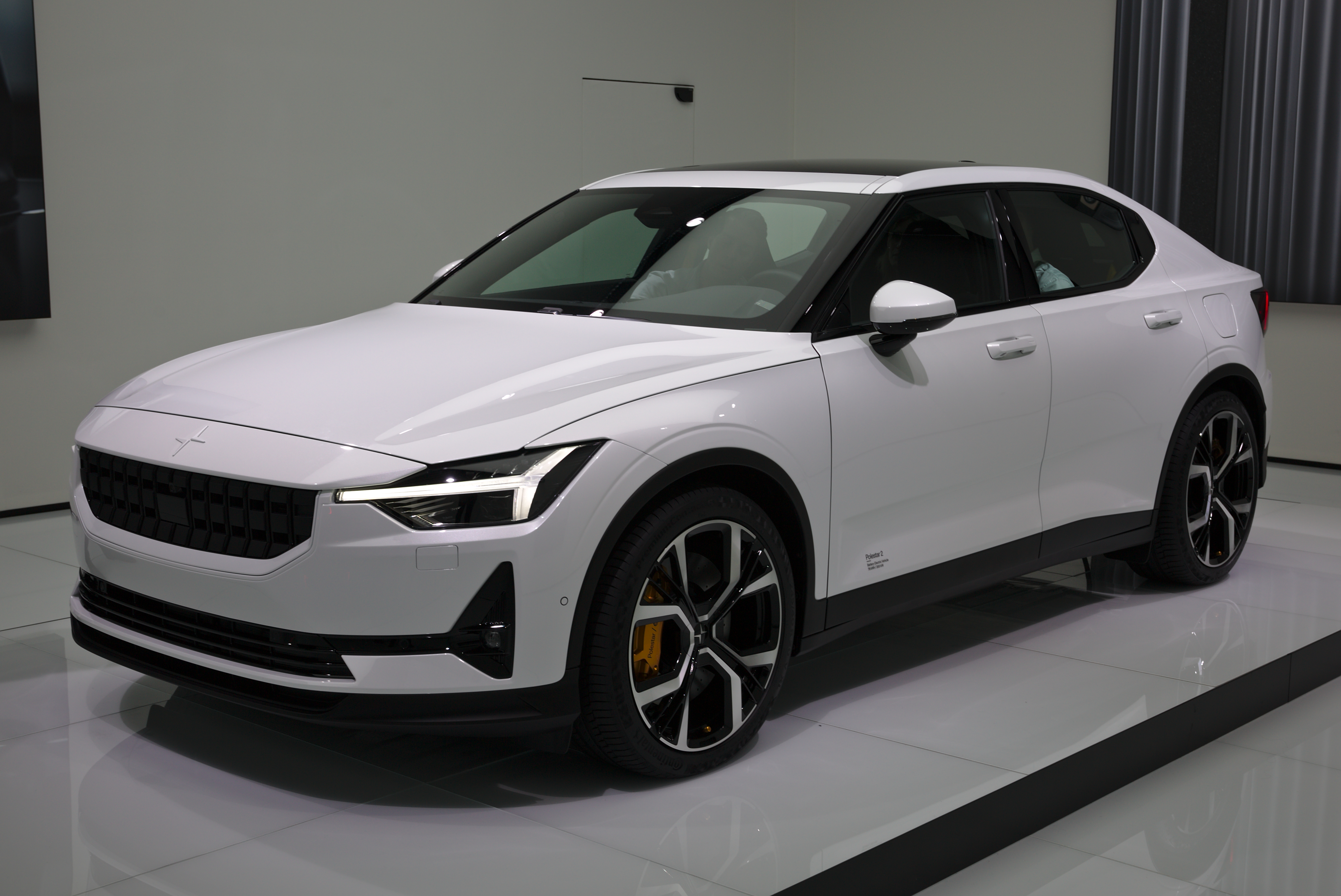
Elölnézetből
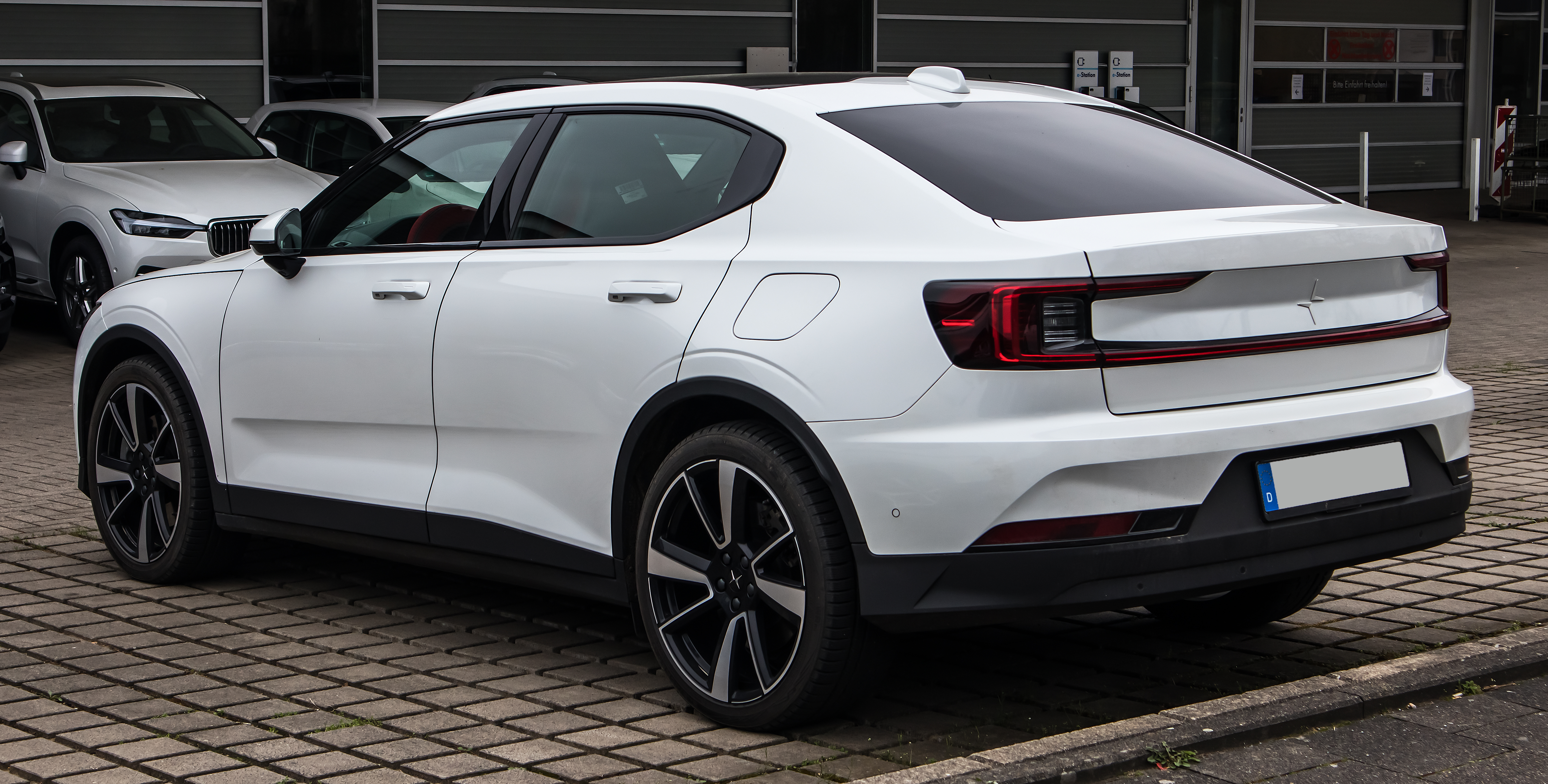
Hátulnézetből
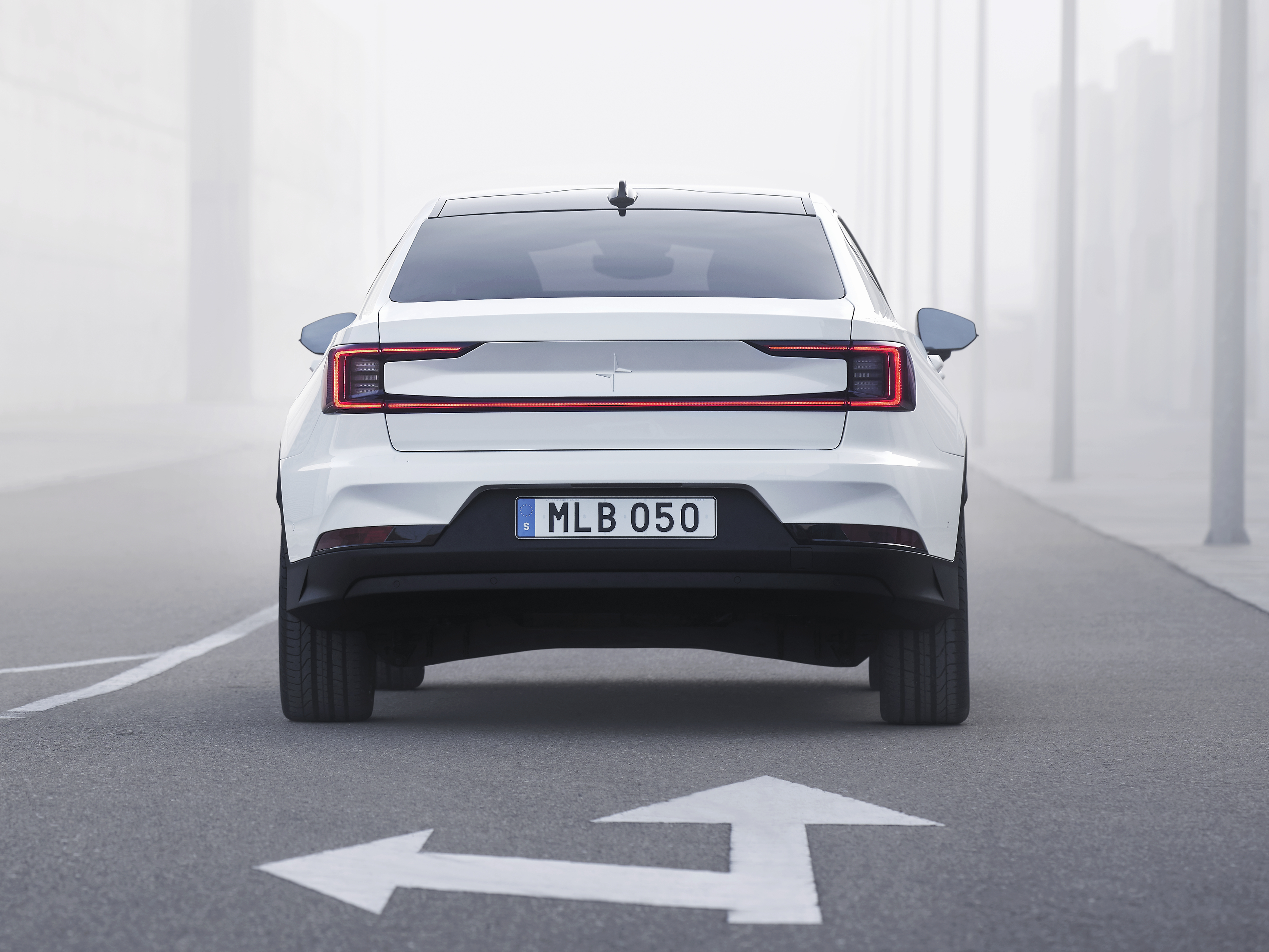
Hátulnézetből
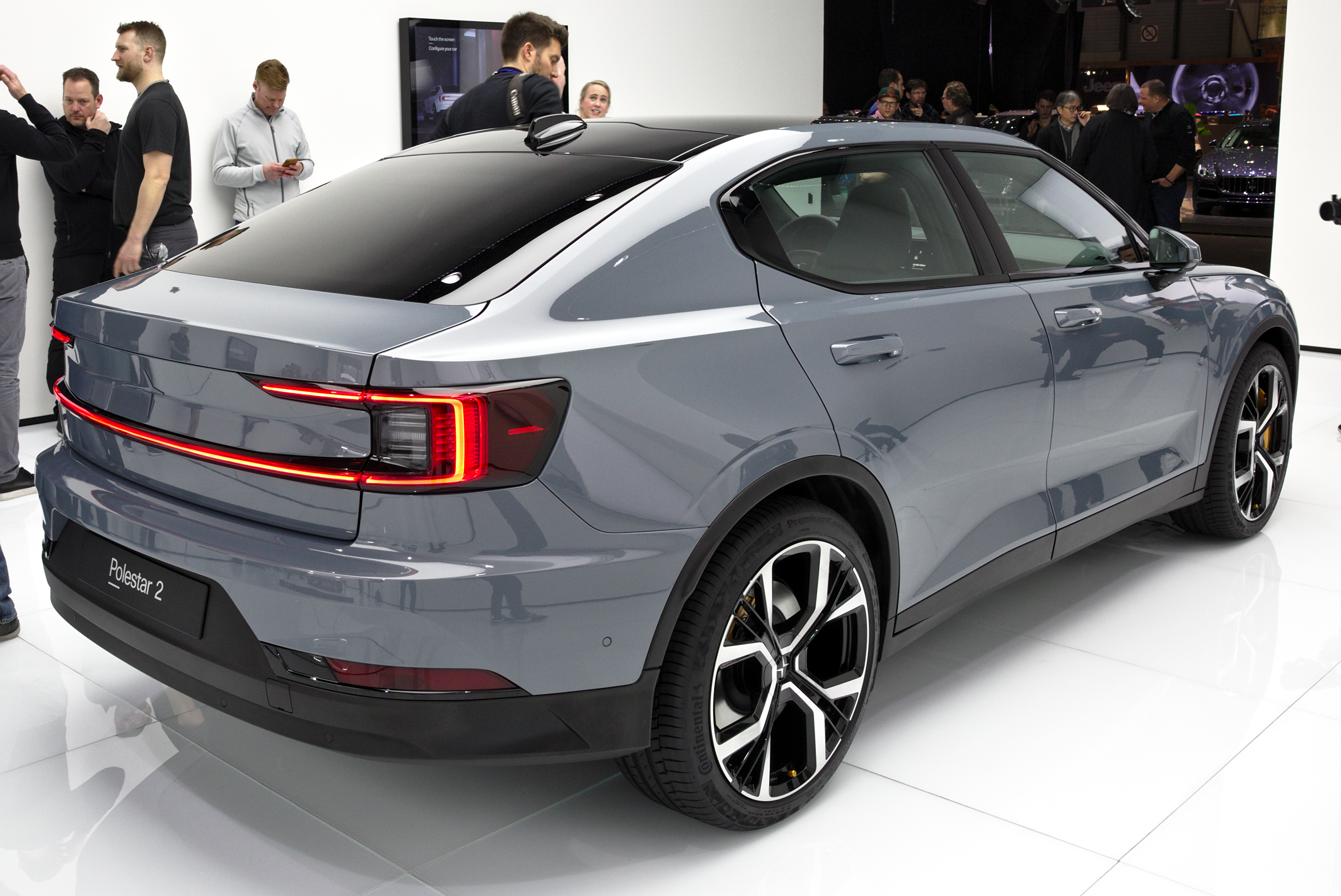
Hátulnézetből
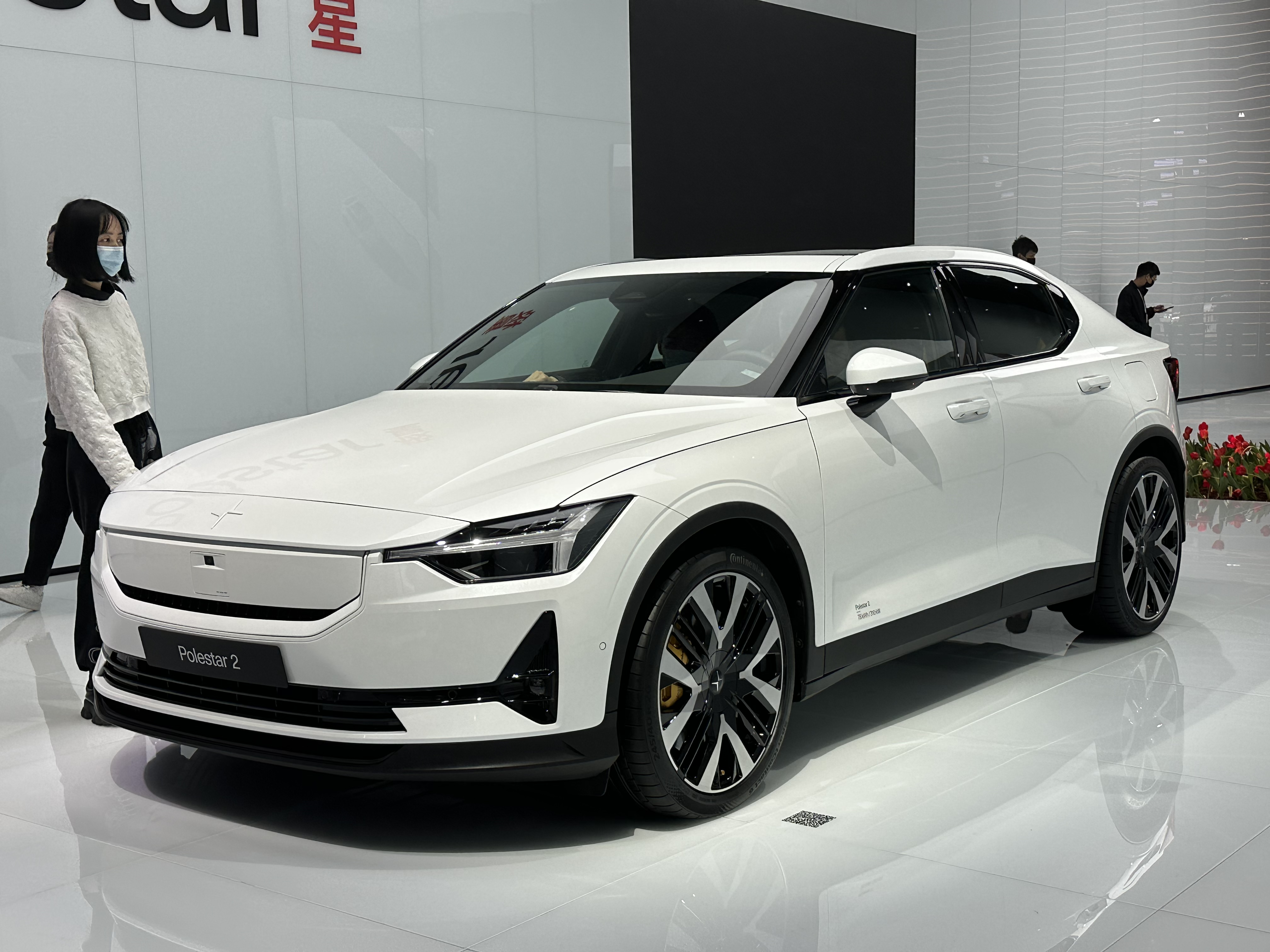
A ráncfelvarrott változat elölnézetből
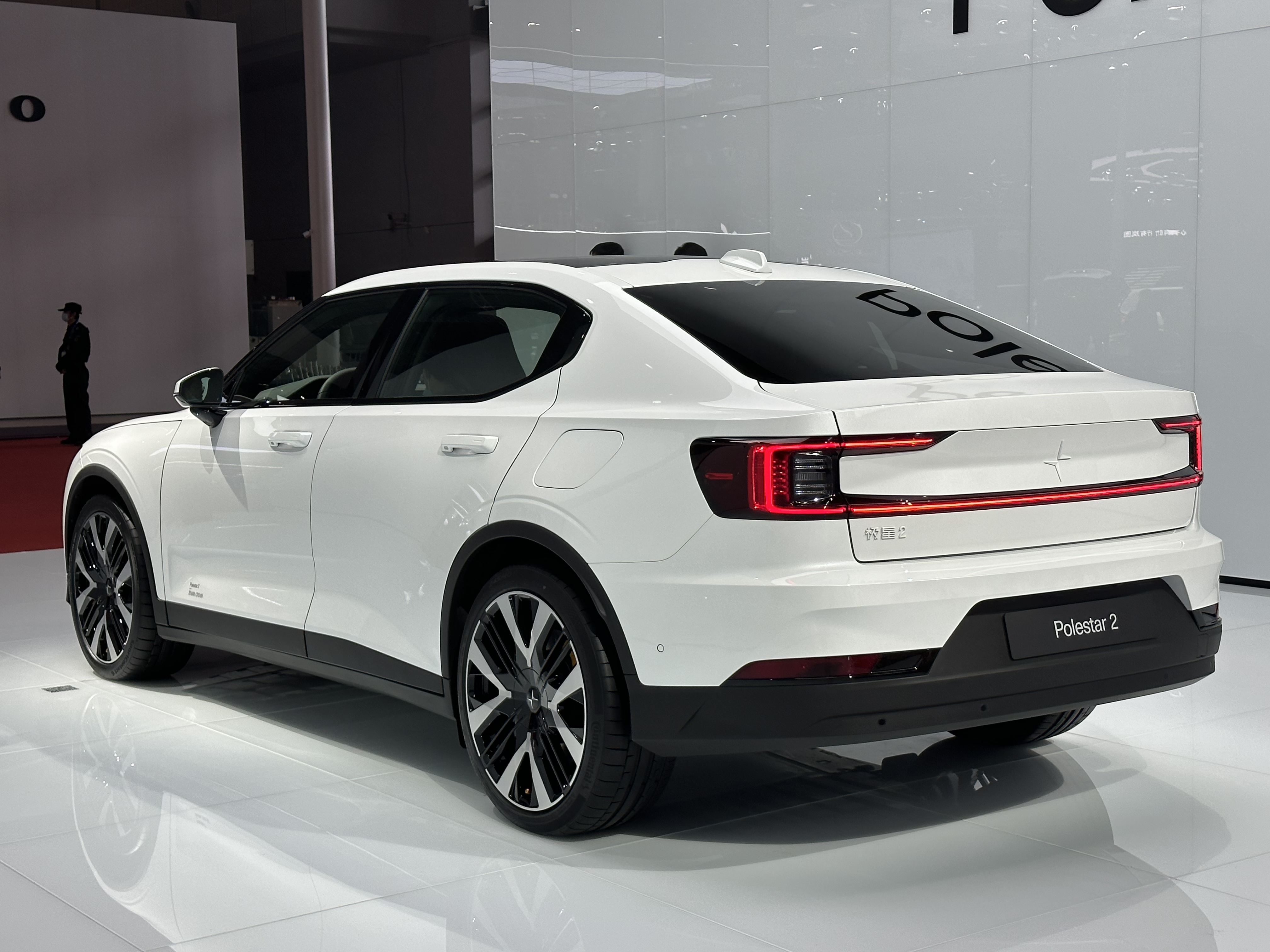
A ráncfelvarrott változat hátulnézetből
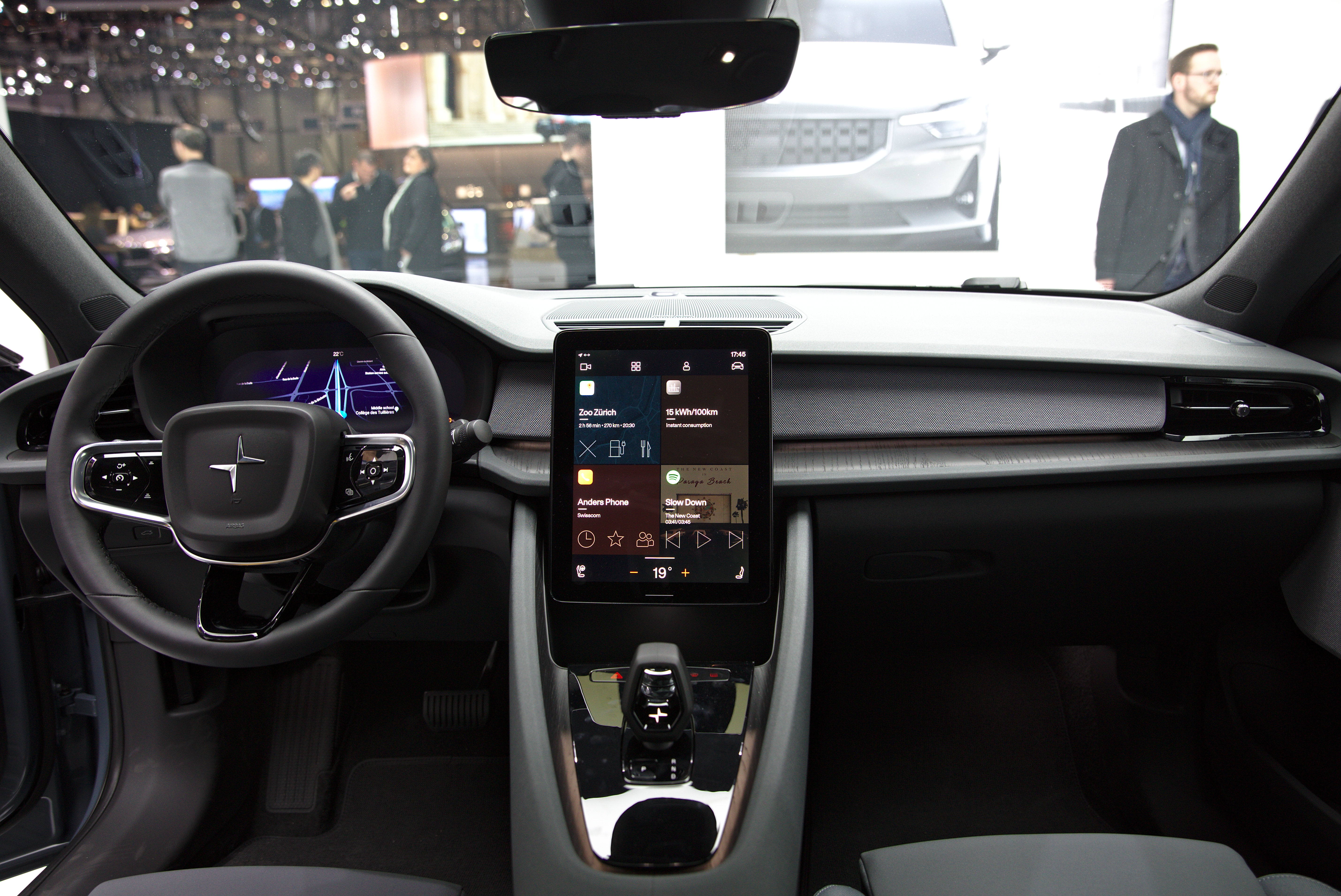
A Polestar 2 belső tere
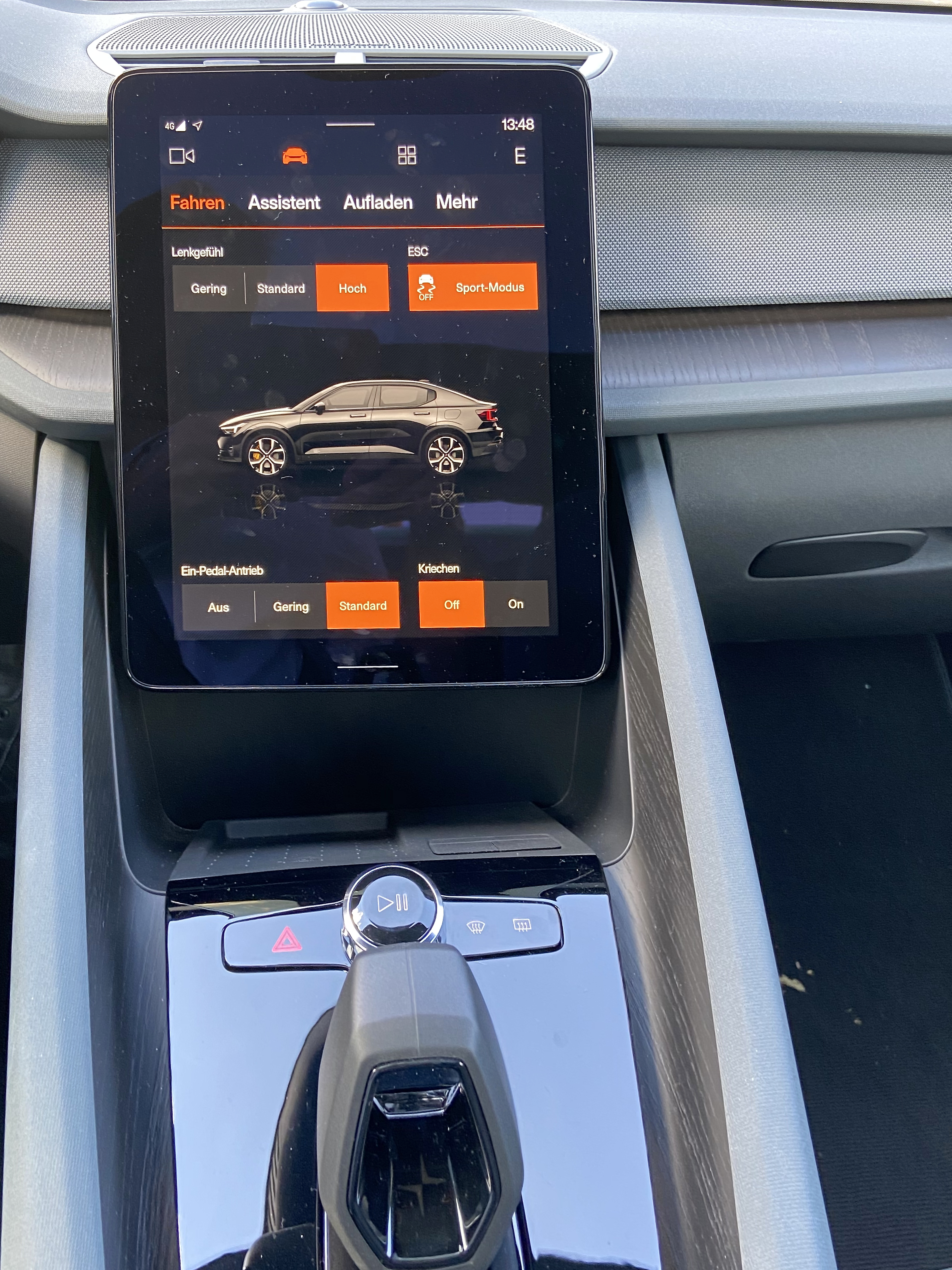
A műszerfalon lévő érintőképernyő
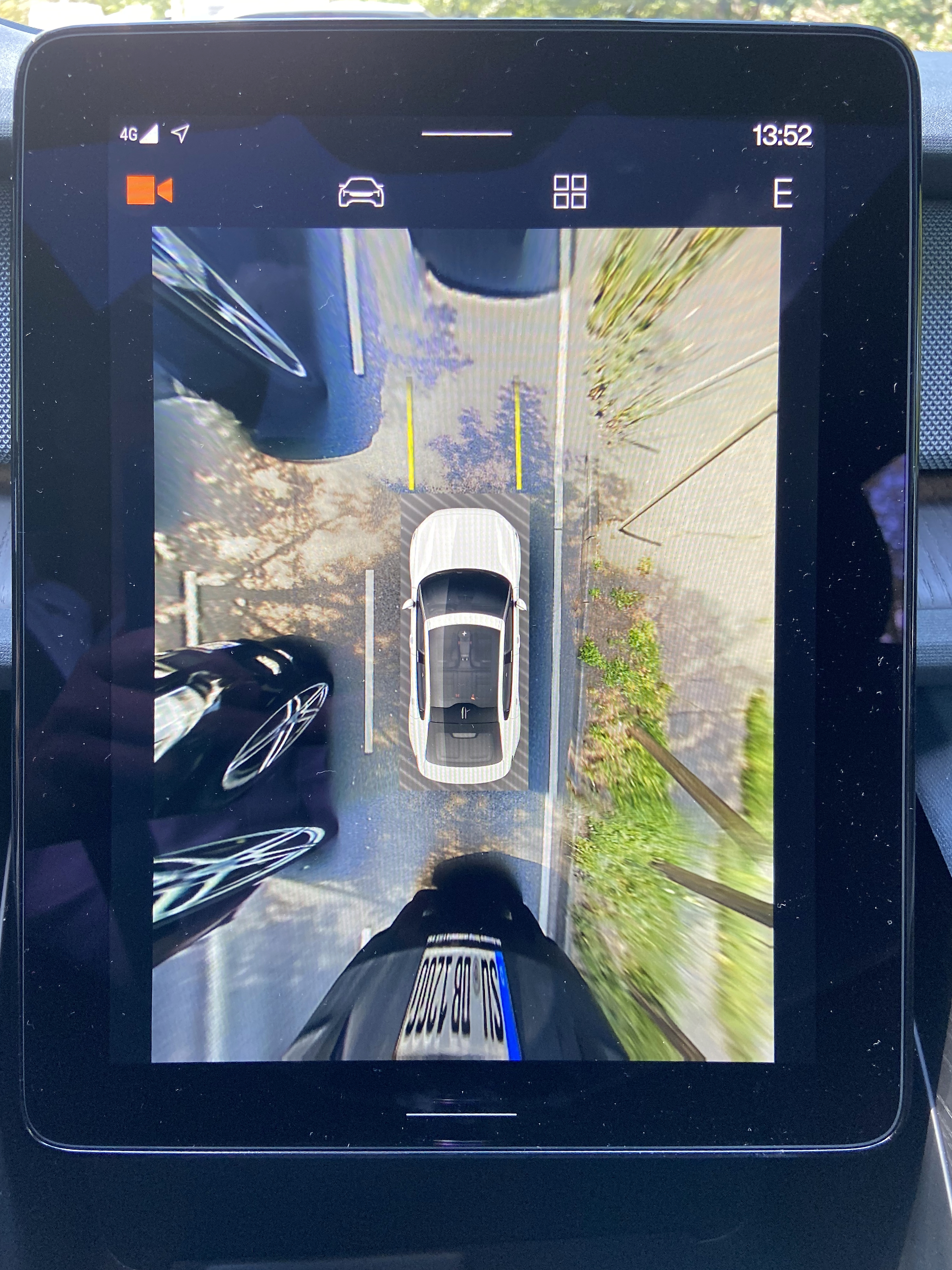
A műszerfalon lévő érintőképernyő közelről
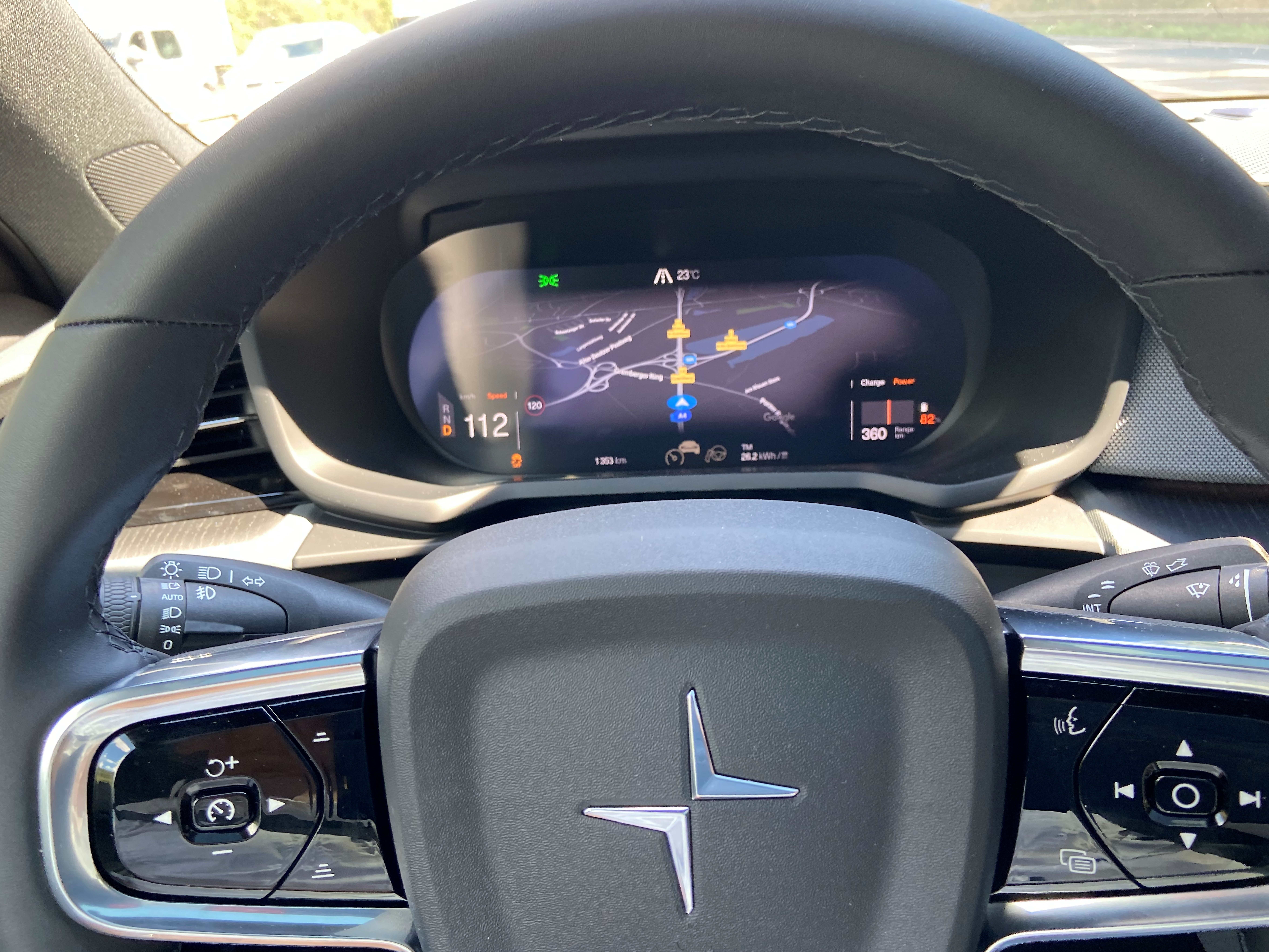
A kormány mögötti kijelző
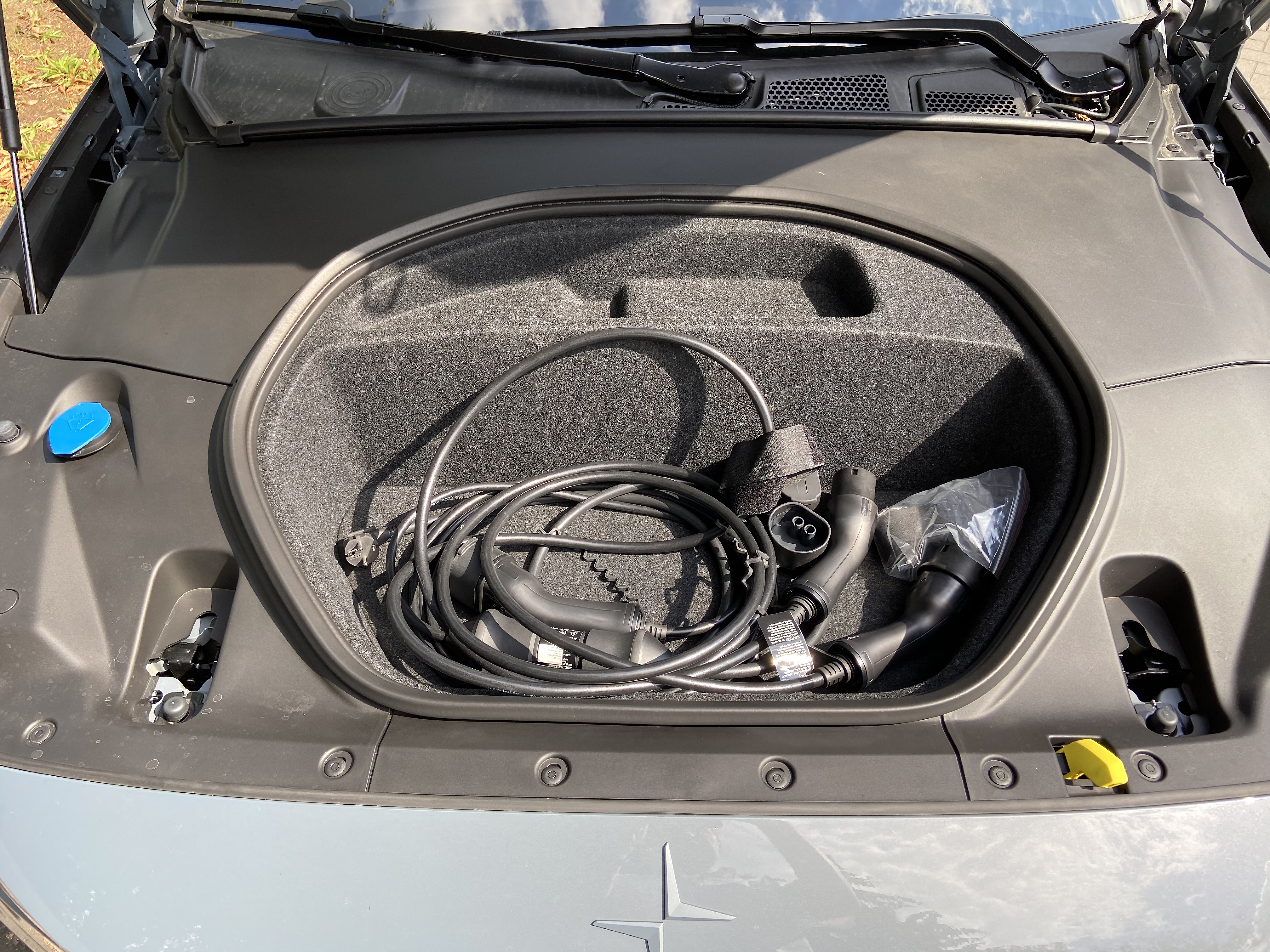
Az elülső csomagtartó, mely praktikus a töltőkábel tárolására
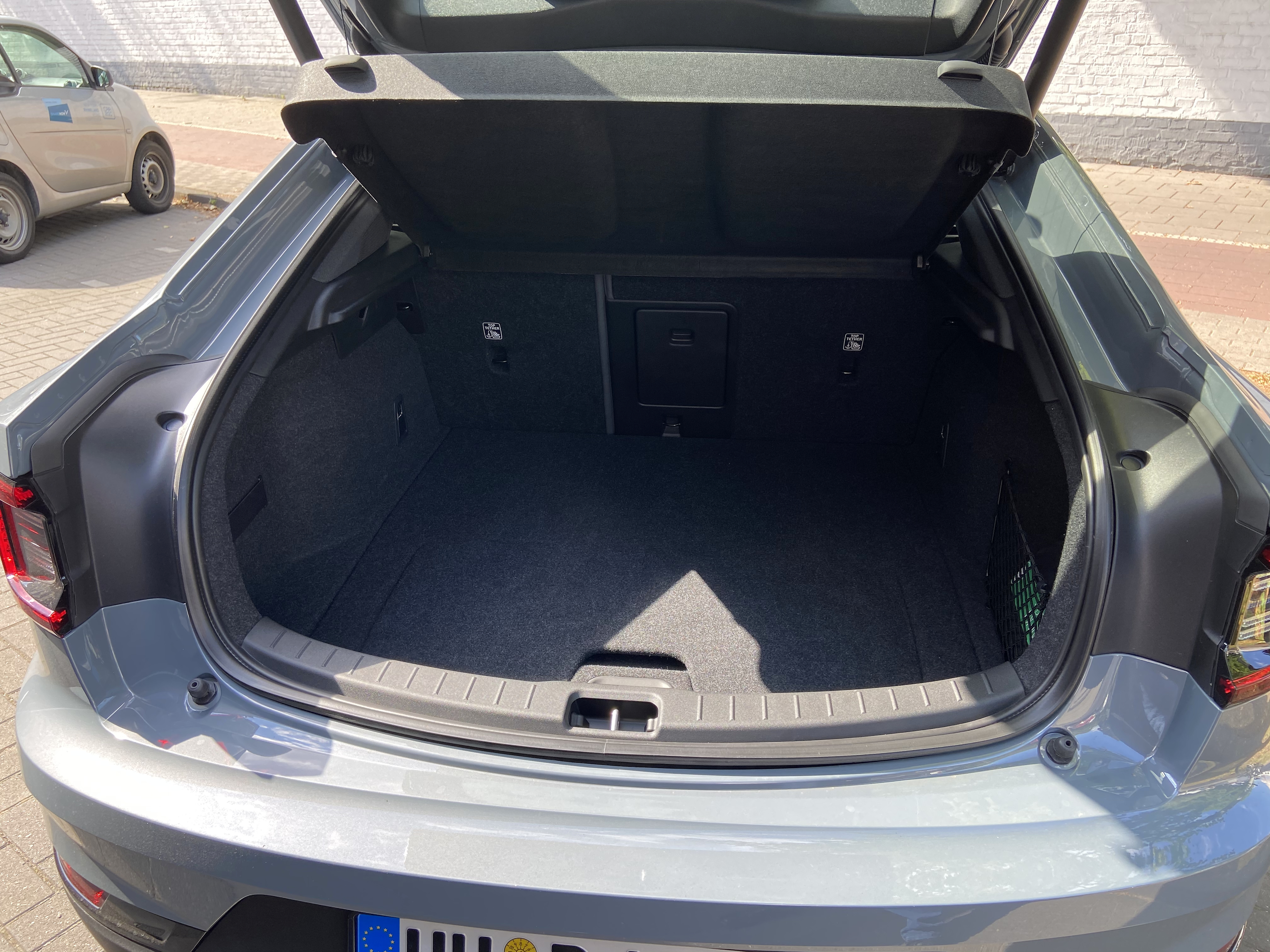
A Polestar 2 csomagtartója

A tervezését megelőző koncepcióautó a Volvo Concept 40.2 nevet kapta. Thomas Ingenlath tervezte a Volvo Concept 40.1 mellett, amely később az XC40 alapja lett. Ezt a két koncepcióautót 2016-ban mutatták be. A Volvo azonban még abban az évben úgy döntött, hogy a kis crossoverekre helyezi a hangsúlyt. Ezért a Polestar a 40.2-t választotta Polestar 2 tervezésének alapjául. Maximilian Missoni, a Volvo külső formatervezési vezetője módosította az autó hátsó lámpáit, hűtőrácsát és kerekeit, hogy az autót önálló járműként különböztesse meg. A Polestar 2 egyben az első olyan autó, amelybe beépítették a Google Android Automotive operációs rendszerét.
A szériaváltozatot hivatalosan 2019. február 27-én mutatták be egy internetes élő közvetítés során, és abban a hónapban a 2019-es Genfi Autószalonon mutatkozott be először nyilvánosan. A 2022-es modellévre a Polestar bejelentette, hogy további opciók állnak majd rendelkezésre a Polestar 2-höz.

### A 2024-es ráncfelvarrás
A frissített Polestar 2-t 2023 januárjában mutatták be a 2024-es modellévre, ahol a hátsókerék-hajtás vált a belépő szintű modell standard hajtásláncává a korábbi elsőkerék-hajtás helyett.

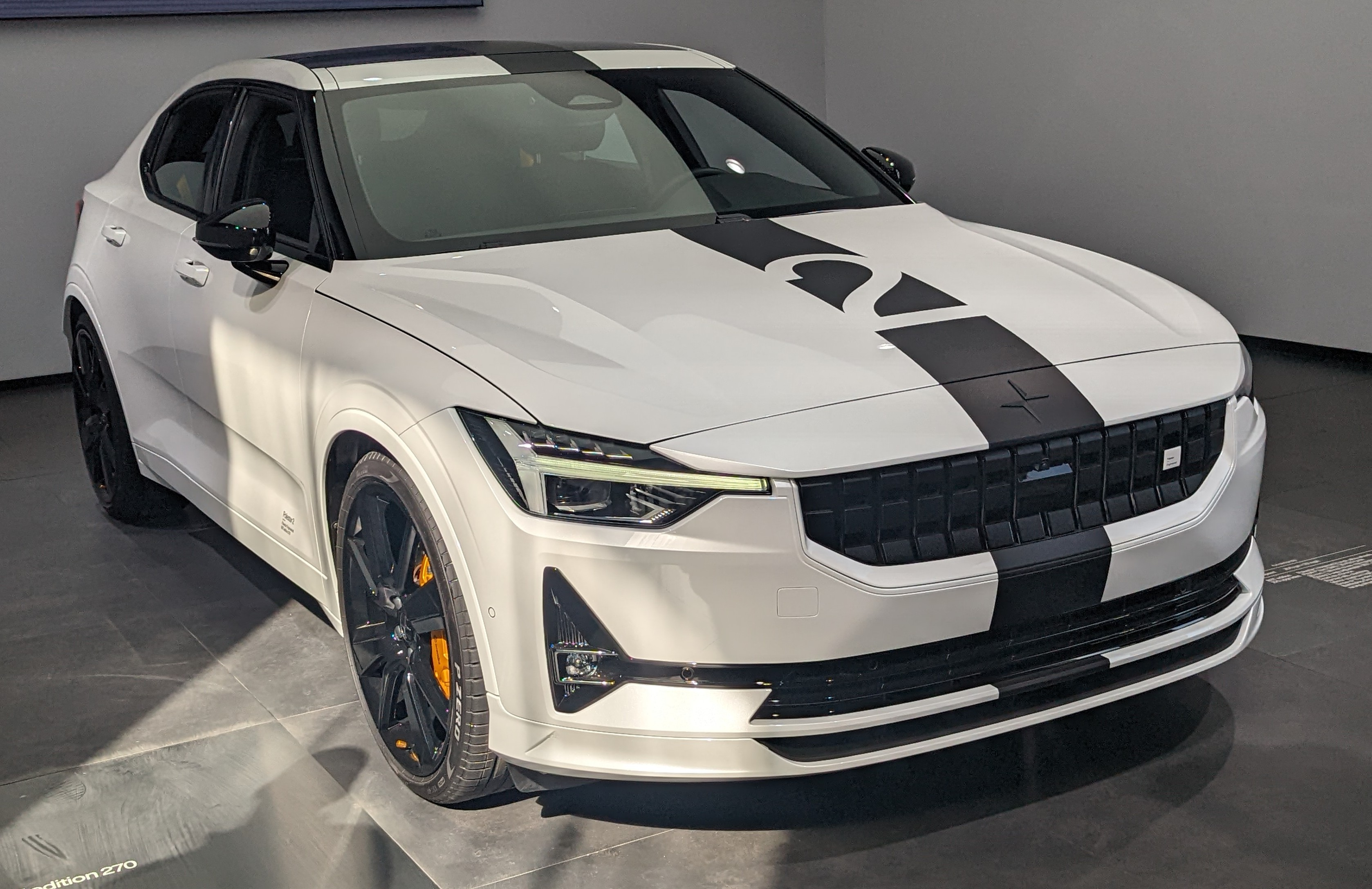
Polestar BST edition 270

A 2023 márciusában piacra dobott BST 230 hasonló a 2022 júniusában bemutatott BST 270-hez, olyan változtatásokkal, mint a különböző színek és a hűtőrács betétje a megújult Polestar 2-ből.
A műszaki fejlesztések közé tartozik a 25 mm-rel el csökkentett felfüggesztés, a manuálisan állítható Öhlins lengéscsillapítók és a jobb teljesítmény, a két villanymotort úgy hangolták, hogy együttesen 350 kW teljesítményt adjon.

## Biztonság
A Polestar 2-t úgy tervezték, hogy megvédje az akkumulátort ütközéskor, és ütközés után automatikusan lekapcsolja. Mindkét elülső végén egy SPOC (Severe Partial Overlap Crash) blokk van rögzítve, amely csökkenti az ütközési erőket és megakadályozza, hogy bármilyen anyag bejusson az utastérbe. A Polestar 2 középső légzsákkal is rendelkezik, amely megvédi a távoli ütközésektől.
A törésteszt során 5 csillagos Euro NCAP minősítést kapott 2021-ben, 92%-os pontszámmal a felnőttek védelmében, 89%-os a gyermekek védelmében, 80%-os a veszélyeztetett úthasználók védelmében és 86%-os a biztonsági segítségnyújtásban.

„Az első és a hátsó üléseken alapfelszereltségként biztonsági öv-emlékeztető rendszer található. A vezető-figyelő rendszer figyeli a kormányzást, és figyelmezteti a vezetőt, ha az álmos vezetésre jellemzőket észlel. A sebességtámogató rendszer alapfelszereltségként fel van szerelve. A sebességkorlátozó információs rendszer nem felelt meg az Euro NCAP követelményeinek. A sebességhatároló manuálisan állítható, és a sebességrásegítő rendszer adott részéért pont jár. A sávtartó rendszer finoman kormányozza az autót, ha az kisodródik a sávból, és bizonyos kritikus helyzetekben agresszívebben is beavatkozik. A többi járműre adott reakcióját vizsgálva az AEB rendszer jól teljesített, szinte minden teszthelyzetben elkerülték az ütközéseket.”

– Euro NCAP

## Műszaki adatok
|                          | Standard Range – egymotoros                | Long Range – egymotoros                    | Long Range – kétmotoros                  |
| ------------------------ | ------------------------------------------ | ------------------------------------------ | ---------------------------------------- |
| Piacok                   | Európa                                     | Észak-Amerika, Európa                      | Észak-Amerika, Európa                    |
| Erőátvitel               | FWD                                        | FWD                                        | AWD                                      |
| Hatótávolság (WLTP)      | 473 km                                     | 540 km                                     | 481 km                                   |
| Hatékonyság (WLTP)       | 171–180 Wh/km                              | 171–183 Wh/km                              | 194–203 Wh/km                            |
| Akkumulátor-kapacitás    | 69 kWh (bruttó) 64 kWh (használható)       | 78 kWh (bruttó) 75 kWh (használható)       | 78 kWh (bruttó) 75 kWh (használható)     |
| DC-töltés                | 130 kW                                     | 155 kW                                     | 155 kW                                   |
| AC-töltés                | 11 kW                                      | 11 kW                                      | 11 kW                                    |
| Motor                    | Egy elülső állandó mágneses szinkron motor | Egy elülső állandó mágneses szinkron motor | Kettős állandó mágneses szinkron motorok |
| Saját tömeg              | 1940 kg                                    | 2040 kg                                    | 2150 kg                                  |
| Max. teljesítmény        | 170 kW                                     | 170 kW                                     | 300 kW                                   |
| Max. nyomaték            | 330 Nm                                     | 330 Nm                                     | 660 Nm                                   |
| Gyorsulás (0–100 km/óra) | 7,0 másodperc                              | 7,0 másodperc                              | 4,5 másodperc                            |
| Max. sebesség            | 161 km/óra                                 | 161 km/óra                                 | 205 km/óra                               |

2021 szeptemberétől 2022 márciusáig a Polestar 2 egymotoros standard sorozat 64 kWh-es akkumulátorral és 165 kW teljesítménnyel volt elérhető volt Európában. Az akkumulátort ehhez a verzióhoz a CATL készítette.
Az ISO 14044 módszert alkalmazva a Polestar 2 károsanyag-kibocsátása a teljes életciklus alatt alacsonyabb, mint az XC40-é, ha több mint 35 000–80 000 kilométert tesz meg, a körülményektől függően.

## Fordítás
Ez a szócikk részben vagy egészben  a   Polestar 2 című angol Wikipédia-szócikk ezen változatának fordításán alapul.  Az eredeti cikk szerkesztőit annak laptörténete sorolja fel. Ez a jelzés csupán a megfogalmazás eredetét és a szerzői jogokat jelzi, nem szolgál a cikkben szereplő információk forrásmegjelöléseként.